# عبد الله المطوع
عبد الله المطوع (1926 - 2006) نشأ في أجواء عائلية ملتزمة حيث حرص والده النائب السابق في المجلس التشريعي الكويتي الثاني علي عبد الوهاب المطوع تربيته على الأخلاق والقيم الإسلامية، عند بلوغه سن الـ 14 اشتغل في العمل التجاري وتنمية الموارد، ولم يكن في الكويت آنذاك بنوك أو مصارف لإيداع الأموال فيها، فكان الآباء يعتمدون على أبنائهم في حفظ هذه الأموال والإشراف عليها.
كان من أبرز رجالات العمل الخيري، محبا له ومنفقا سخيا على جميع أوجه البر والخير، وكان يستقبل بمكتبه أصحاب الحاجات، ويسعى جاهدا إلى تلبية احتياجاتهم. من الشخصيات البارزة في الكويت ومن أهل الخير والصلاح، وقد عرف بالتجارة، وصاحب أيادي بيضاء كثيرة في مساعدة المحتاجين ونشر الخير والإصلاح بين الناس وافراد المجتمع.

## النشأة
تلقى عبد الله علي عبد الوهاب المطوع تعليمه مع أبناء جيله في مدرسة ملا عثمان - نسبة لعائلة عبد اللطيف العثمان - ومدرستا المباركية والأحمدية، وكان يتمتع بصلات قوية مع الجميع في داخل الكويت وخارجها خاصة المنتمون للحركات الإسلامية وفي مقدمتها حركة الإخوان المسلمين. كان لشقيقه الأكبر عبد العزيز المطوع صلة وطيدة بالحركات الإسلامية والعمل الإسلامي خاصة حركة الإخوان المسلمين.
فتأثر المطوع بهذا التوجه ومنذ ذلك الوقت انخرط المطوع في النشاط الإسلامي وتنميته من خلال استضافة العلماء والمحاضرين، وأسهم في إصدار ( مجلة الإرشاد الإسلامي )، وكان داعية إسلامياً دؤوباً، تمتع بخبرة واسعة وتجربة في العمل الدعوي والخيري.

## تأسيس إخوان الكويت
التقى عبد الله المطوع وشقيقه عبد العزيز مؤسس جماعة الإخوان المسلمين حسن البنا عام 1946 في مكة المكرمة والمدينة المنورة، وحضرا له محاضرة في المدينة المنورة، وأهدى لهما البنا كتابين، الأول: كتاب "حضارة العرب" للمؤلف الفرنسي غوستاف لوبون - وهو كتاب يشيد بالحضارة العربية والإسلامية ومزود بالرسوم - وكان من نصيب أخيه عبد العزيز، والثاني كتاب "الرحلة الحجازية" وهو كتاب نادر الوجود وكان من نصيب عبد الله المطوع كان الكتاب يتحدث عن القبائل العربية التي كانت موجودة في الساحة وتعداد الحجيج والمحمل الذي كانت ترسل به كسوة الكعبة من مصر وبعض الصور القديمة، وكتب البنا بخط يده ذكرى تحث على الأخوة في الله وتذكر بهذا اللقاء في الحرمين الشريفين ووقعه بتوقيعه، كما أسهم في تأسيس جمعية الإرشاد الإسلامي في عام 1950 كأول عمل إسلامي مؤسسي بالكويت، وجمعية الإصلاح الاجتماعي في مطلع الستينيات، وقد سارت الإصلاح على نفس أهداف ومبادئ جمعية الإرشاد، وظل رئيساً لمجلسي إدارة جمعية الإصلاح ومجلة المجتمع حتى وفاته.

## وفاته
توفي عبد الله المطوع يوم الأحد 10 شعبان 1427 هـ الموافق 3 سبتمبر 2006.

## وصلات خارجية
- موقع الشيخ عبد الله العلي المطوع
- عبد الله المطوع رجل الدعوة والمواقف والفضائل، يوسف القرضاوي، الشبكة الدعوية
- جنازة الشيخ عبد الله علي عبد الوهاب المطوع على يوتيوب